# Stephen Christian
Stephen Christian (Kalamazoo, 28 luglio 1980) è un cantautore e musicista statunitense, frontman del gruppo rock Anberlin.

## Biografia
Nato in Michigan, ha fondato il gruppo alternative rock Anberlin nel 2002, dopo aver militato in un'altra band per qualche anno chiamata SaGoh 24/7.
Negli Anberlin Christian è vocalist e autore insieme a Joseph Milligan. Nel 2014 il gruppo ha annunciato e pubblicato l'ultimo album discografico.
Dal 2004 è promotore del progetto acustico Anchor & Braille, col quale ha pubblicato il primo album Felt nel 2009.
Ha fondato un'etichetta discografica, la Wood Water Records, è ha scritto un libro The Orphaned Anything's (2008).

## Discografia
SaGoh 24/7
- 1999: Servants After God's Own Heart
- 2001: Then I Corrupt Youth

Anberlin
- 2003: Blueprints for the Black Market
- 2005: Never Take Friendship Personal
- 2007: Cities
- 2007: Lost Songs (raccolta)
- 2008: New Surrender
- 2010: Dark Is the Way, Light Is a Place
- 2012: Vital
- 2013: Devotion (raccolta)
- 2014: Lowborn

Anchor & Braille
- 2009: Felt
- 2012: The Quiet Life